# HD 83962
HD 83962，又名BD+65 731，SAO 14976、HR 3859，是一颗恒星，视星等为6.17，位于銀經147.47，銀緯42.17，其B1900.0坐标为赤經9h 36m 44.8s，赤緯+65° 42.17′ 26″。